# Dário Lourenço
Dário Lourenço, às vezes referido como Dario Lourenço (Rio de Janeiro, 16 de outubro de 1953), é um treinador e ex-futebolista brasileiro, que atuava como zagueiro. Atualmente está sem clube.

## Títulos

### Como treinador
Rio das Ostras
- Campeonato Carioca - Série B2: 1989

Friburguense
- Campeonato Carioca - Série B1: 1997

Linhares
- Campeonato Capixaba: 1999

Cabofriense
- Campeonato Carioca - Série B1: 2002

Volta Redonda
- Campeonato Carioca - Série B1: 2004
- Taça Guanabara: 2005

Bacabal Esporte Clube
- Taça Cidade de São Luís: 2008

Estrela do Norte
- Campeonato Capixaba: 2014

## Campanhas de destaque

### Como treinador
Volta Redonda
- Campeonato Carioca: 2005 (vice-campeão)